# Маринья-Гранди (район)
Мари́нья-Гра́нди (порт. Marinha Grande) — район (фрегезия) в Португалии, входит в округ Лейрия. Является составной частью муниципалитета Маринья-Гранде. По старому административному делению входил в провинцию Эштремадура. Входит в экономико-статистический субрегион Пиньял-Литорал, который входит в Центральный регион. Население составляет 28 372 человека на 2001 год. Занимает площадь 138,87 км².